# Йохан Каспар фон Ботмер
Йохан Каспар фон Ботмер (на немски: Johann (Hans) Kaspar (Kasimir), Graf von Bothmer; * 10 април 1656 в Лауенбрюк; † 18 февруари 1732 в Лондон) е от 1713 г. имперски граф от стария род Ботмер от Долна Саксония, господар на Лауенбрюк (Хановер), Радебург и Рьодерн, Курхановерски и британски дипломат и министър.
Той е големият син на граф Юлиус Август фон Ботмер (1620 – 1703) и съпругата му Маргарета Елеонора фон Петерсдорф (1638 – 1705), дъщеря на тайния съветник и оберхауптман на Харбург Ханс фон Петерсдорф (1585 – 1657) и Елеонора фон Тун († сл. 1650). Баща му е таен съветник в Брауншвайг, дворцов съдия в Целе и ланд-дрост на Лауенбург. Брат е на Рудолф Улрих фон Ботмер (1657 – 1686) и фрайхер Фридрих Йохан фон Ботмер (1658 – 1729).
Йохан (Нанс) Каспар фон Ботмер става през 1682 г. дворцов юнкер в двора на Хановер на принцеса София Доротея фон Брауншвайг-Люнебург-Целе. От 1683 г. той е дипломат на хановерска служба, първо на мисии в Дания и Франция. От 1685 до 1690 г. той представя хановерския двор като пратеник в Берлин, от 1690 до 1696 г. във Виена и от 1696 до 1698 г. и от 1700 до 1701 г. в Хага. Често е на извънредни мисии между тези градове и в Париж.
През 1696 г. той заедно с братята му и баща му е издигнат на имперски фрайхер и през 1713 г. на имперски граф. От 1711 г. той е на служба в Лондон. Там той помага на хановерския курфюрст Георг Лудвиг фон Хановер да стане през 1714 г. великобритански крал като Джордж I.
Ботмер остава до смъртта си 1732 г. в Лондон и е най-важният съветник на краля. Така той е първи министър за германските работи. От 1720 г. неговата служба е в Уестминстър и ръководи германската канцелария.
От 1726 до 1732 г. той строи фамилната резиденция в Клюцер Винкел, но умира преди завършването. До 1731 г. той купува десет имота в региона.
Йохан Каспар фон Ботмер умира на 75 години на 18 февруари 1732 г. в Лондон, Англия.

## Фамилия
Йохан Каспар фон Ботмер се жени на 17 юни 1684 г. в Хановер за София Еренгард фон дер Асебург (1668 – 1688), дъщеря на Кристоф Кристиан фон дер Асебург (1639 – 1675) и Гертруд фон Алвенслебен (1640 – 1691), дъщеря на Йоахим III фон Алвенслебен (1612 – 1645) и Еренгард фон дер Шуленбург (1611 –  1677). Те имат децата:
- Ернст Август (1685 – 1687)
- София Шарлота (1688 – 1695)

Каспар фон Ботмер се жени втори път на 28 декември 1696 г. в Дрезден за фрайин Гизела Ердмута фон Хойм (* 23 юни 1669, Дройсиг; † 17 януари 1741, Нойщат, Дрезден), вдовица на граф Ернст Дитрих фон Таубе, дъщеря на фрайхер Лудвиг Гебхард фон Хойм (1631 – 1711) и Катарина София фон Шьонфелд († 1681). Те имат една дъщеря:
- София Шарлота фон Ботмер (* 21 октомври 1697, Хага; † 14 септември 1748, Ербах, погребана в Райхелсхайм), омъжена I. на 22 октомври 1715 г. в Дрезден за граф Хайнрих II Ройс фон Обер-Грайц (* 4 февруари 1696 в Дрезден; † 17 ноември 1722 в Грайц), II. на 25 декември 1723 г. в Дрезден за граф Георг Вилхелм фон Ербах-Ербах (* 19 юли 1686, Фюрстенау; † 31 май 1757, Висбаден).[2][3]